# 地動説

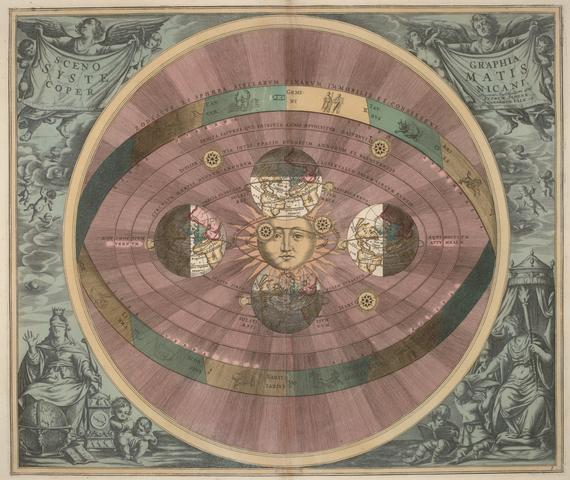
地動説の図

地動説（ちどうせつ、英: Heliocentrism）とは、太陽系の中心は太陽であり、地球はほかの惑星とともに太陽の周りを自転しながら公転しているという学説のことである。
歴史的には、宇宙の中心は地球であるとする、アリストテレスやプトレマイオス以来の天動説（地球中心説）を否定する説として登場した。英語では、ニコラウス・コペルニクスが提唱したことから「コペルニクス説（英: the Copernican theory）」とも呼ばれる。
この説を指すために「地動（の）説」という訳語を初めて用いたのは、江戸時代後期の志筑忠雄である。彼は、コペルニクス説を宇宙の中心の問題ではなく、「大地は静止しているか、動いているが人が気が付かないだけか」という中国古来の議論の中でとらえていた。なお、中国の伝統的な「地動説」はコペルニクス説に全く似ておらず、観測にも合わない。
コペルニクスの理論の構造は、基本的にプトレマイオスの理論と同じ予測結果を出すことを目指して作られている。また、アリストテレス的な自然学や聖書の文言との衝突があり、地動説はあまり支持されなかった。ただし、プトレマイオスの理論を変形する際に使われた数学的な手法や、若干の定量的な改良とともにエラスムス・ラインホルトらヴィッテンブルグ大学の天文学者を中心に採用されることになった。ティコ・ブラーエのコペルニクス説への態度も、同様であった。
しかし、ティコ・ブラーエやガリレオ・ガリレイの観測、ヨハネス・ケプラーの理論的な革新、そしてルネ・デカルトやガリレオなどによるアリストテレス自然学への攻撃によって、徐々に地動説は地位を確立していった。やがてアイザック・ニュートンが新たな力学を確立すると、その地位はますます不動になった。
この過程で、ガリレオが教皇庁検邪聖省から1633年に「異端の強い疑い」という判決を受け、『天文対話』が禁書にされる事件があった。これをうけて、アルプスの北側でも、カトリックのデカルトが『宇宙論』の出版をとりやめるなど影響があった。ただ、同じフランスのカトリックでも、少し遅らせただけでそのまま著作の出版に踏み切った事例もあり、カトリックの科学者への影響は、イタリアを除くと非常に大きかったとは言えない。
しかしながら1676年にはウィレム三世によるデカルト派の粛正がライデン大学で行われるなど、保守派神学者の攻撃の勢いは数十年たっても衰えなかったことがうかがえる。
この事件は、科学と宗教の闘争の典型的な例とされたこともあったが、現在、そもそも科学と宗教の関係を単純な闘争関係としてとられることに、圧倒的多数の科学史家は反対である。この事件には政治的な経緯や個人的な人間関係、教会法の解釈の問題など、複雑な問題が多くからんでおり、今なお不明な点が多く、多面的な見方が必要とされる。

## 歴史

### 近代以前の地動説

地動説（下部の図）、天動説（上部の図）の 2つの図の比較

コペルニクスの地動説が登場するのは16世紀だが、それ以前にも地球が動いていると考えた者もいた。
紀元前5 - 4世紀前後のフィロラオスは、宇宙の中心に中心火があり、地球や太を含めてすべての天体がその周りを公転すると考えた。ただし、この理論では地球の公転は天体の日周運動の説明に使われ、年周運動の説明に用いる現代の説とは大きく異なる。太陽や惑星の年周運動は、それら自身の運動によって説明される。また、惑星の逆行については、そもそも現象の存在にも言及がない。
ディオゲネス・ラエルティオスによると、原子論者のレウキッポスは、ドラム状をした大地が世界の中心のまわりを周回しているとした。また、「太陽は月のまわりをより大きな円をえがいて回転している」とした。
古代の説ではコペルニクス説にもっとも近いのは、紀元前3世紀のアリスタルコスである。地球が自転しながら静止する太陽の周りを公転し、恒星の張り付いた天球が静止していると彼が考えことは、アルキメデス『砂粒を数えたもの』の記述から、ほぼ確実である。このことから、アリスタルコスの説をコペルニクス説の先駆とみなす言説は、現代の科学史家の中でもしばしば見られる。ただし、惑星の運行について触れた記述は、今のところ見出されていないことから、慎重論もある。
これらの説と異なり、地球を宇宙の中心に固定した上で、その自転を認める説もあり、ヘラクレイデスやエクファントスが主張した。こういった説は、天動説が優位な状況でもある程度の注意を引いた。プトレマイオス『アルマゲスト』に於いても、その説で天体の動きが説明できることは認めており、一節を割いて、経験的な事実も挙げながら丁寧に反論している。
また、やはり否定的な立場からではあるが、中世のアラビア、そして中世後期のラテン語圏に於いて、繰り返し論じられている。その中で、インドのアールヤバタ『アーリヤバティーヤ』では自転を肯定する記述があるが、彼に続く学派でも、解釈を通じて婉曲的にこの言明を否定している。また、アラビアでは「仮に地球が自転していたとしたら、落とした石は真下に落ちるか、それとも後ろに取り残されるか」という問題について、13世紀以降、継続的な論争があった。
地球を世界の中心に静止させたとしても、地球以外の惑星が太陽の周りを回るという説は可能である。特に、内惑星(金星と水星)は太陽からあまり離れないから、これらが太陽を周回するという説は古代の後半には現れた。確実なところでは、カペッラが『メルクリウスとフィロロギアの結婚について』でこの説を表主張している。また、カルキディウスのプラトン『ティマイオス』のラテン語訳と注釈にも一つの説として紹介されている。これらはラテン語で書かれており、中世前半、カロリング朝ルネッサンス以降のヨーロッパでは知られていた。とくに前者は影響が大きく、内惑星の太陽周回説は、13世紀にアリストテレスやプトレマイオスの説が入ってくるまでは、標準的な説であった。ただし、金星と水星の位置関係はいくつかの解釈があり、例えば両者の軌道を交錯させる、太陽の前を往復させるといった説もあった。また、これらの説に基づいて惑星の位置の計算がされたわけではない。
この説は17世紀になるとコペルニクス説を受け入れない人々の選択肢の一つとなった。ガリレオの発見した金星や水星の満ち欠けを説明できたからである。また、中国の清朝の『暦象考成上下編』はこれと同じ説を採用する。アラビアに於いても、内惑星の太陽周回の可能性は、手短に検討されることはあった。金星や水星と太陽の位置関係への関心から、それらの天体の太陽面の通過の観察が模索され、(現代から見ると誤認ではあるが)観測事例も報告されている。
一方、ティコ・ブラーエのように、外惑星も含めて太陽を周回させる仮説の存在は、現在は確かなものは知られていない。15世紀インド、ケーララ学派のニーラカンタの宇宙構造論をそのように解釈する説もある。しかし、単にティコと円の組み合わせが似ているだけだ、とする解釈も有力である。つまり、ティコ・ブラーエと異なり、惑星が周回するのは、太陽と同じ速さで地球を周回する何もない点なのだとする。ただし、その場合でも内惑星と外惑星で共通の理論を用いることになり、それまでの天動説の不統一感は解消されている。
このほか、暦の計算には全く用いられなかったが、中国にも大地が季節に応じて、あるいは日々規則的に動くとする説(地動、地常動、地有四遊、地右動、地有升降)が細々と古代から続いており、「窓のない船に乗っている時に運動に気が付かない」という比喩で説明された(後述)。これらの説は、江戸後期の志筑忠雄がコペルニクス説を「地動（の）説」という言葉で表現する背景になっている。
コペルニクスが『天球回転論』が、当時の天文学の混乱した状況を語る中で、復古的な言説が用いられた。その中で、上記で紹介したうち、フィロラオス、ヘラクレイデス、エクファントス、カペッラに言及している。しかし、アリスタルコスには触れていない。
後にカスパー・ポイツァーの "Elementa doctrinae"(1553年）やクラヴィウスの"De Sphaera"（1570年）では、アリスタルコスを惑星の理論も含めてコペルニクスの先駆者としいる。

### 天動説
紀元前4世紀、アリストテレスは、当時の天文学者の見解も考慮にいれて、球形の大地を世界の中心に据える宇宙構造論を打ち出した。これによれば、月よりも下の世界とその上部の天界は全くありさまが異なる。四元素の変転常ならぬ月下に対して、天界は第五元素で満たされ、安定している。日月惑星は、地球を取り囲む天球にはりつき、天球のうごきにひきずられて、一様な回転運動を永遠に続けていく。宇宙は有限で、一番外側には恒星の張り付く天球がある。
紀元前二世紀ごろ、メソポタミアから数理天文学が本格的に流入すると、ギリシャでも独自の従円と周転円に基づく数理天文学が誕生する。その集大成が2世紀のクラウディオス・プトレマイオスのアルマゲストである。古典期のギリシャ天文学と異なり、天体の運動の数値的な予測を重視したことに重きを置いており、比較的単純な理論で十分な精度を出すことに成功していた。
プトレマイオスら数理天文学者は、必ずしもアリストテレスの自然学に忠実ではなかったが、アテネやアレクサンドリアの新プラトン主義者たちは、その現象を説明する能力については評価していた。とくにシンプリキオスはプトレマイオスの理論とアリストテレスの『天体論』の体系と融和的に解釈した。
中世に入ると、ローマ帝国の要地のいくつかと、ギリシャの学問を受け継ぐ人々を継承したイスラム帝国では、8-9世紀ごろから数学や天文学が盛んになり、ギリシャ系の天文学とインド系の天文学との融合が進んだ。また、各地に天文台が建設され、数値や理論の検証と改良がすすんだ。『アルマゲスト』はもっとも基本的な文献であり続けたが、細部の理解が進むと、アリストテレスの自然学との矛盾が目立ってきた。これに関する13世紀の「マラーガ学派」の研究は重要で、コペルニクスの理論との類似が指摘されており、伝播の有無が議論されている。また、12世紀のスペインにおけるイブン・ルシュドやアル・ビトゥルージのプトレマイオス批判や同心球理論は、『アルマゲスト』のラテン語訳にさほど遅れない時期に翻訳されている。
一方、西ヨーロッパでは状況は全く違っていた。古代ギリシャ・ローマにおいても、天文学や数学の研究や専門教育の拠点は、東地中海に大きくかたよっていた。専門書はほとんどラテン語に翻訳されず、プトレマイオスの理論が真剣に研究された形跡はない。古代末期から中世になると、ギリシャ語文献へのアクセスはいよいよ難しくなった。
状況が変わるのは12世紀から13世紀ごろからで、主に征服のすすむスペインから、アラビア語世界で発展した天文学や数学、自然学が入ってきた。『アルマゲスト』やアリストテレスの自然学的な著作も「復活」し、歴史上初めてラテン語訳が作られ、注釈や再編成版が作られた。
特に、レギオモンタヌス『アルマゲスト要約』は、数理的な論理がわかりやすいよう、内容を絞り再構成され、中世で発展した数学も投入して、見通しが良くなっていた。特に、周天円の入れ替え、すなわち「周天円と離心円の同値性」に関して、プトレマイオスは混乱した言明を残しており、ヨーロッパでこれを最初に正したのは同書である。そして、この周天円の入れ替えが、コペルニクスがプトレマイオス理論を太陽中心に書き換える際に非常に重要な役割を果たすことになる。
また、レギオモンタヌスは『アルマゲスト』の新たなラテン語訳も出版しており、これはギリシャ語本から翻訳され、内容の優れた理解に基づいていた。

### 天文表と精度の問題
12～13世紀にラテン語圏に流入した天文学は、イベリア半島のアラビア語圏で育まれた、独特の天文学であった。1270年ごろに成立した天文表『アルフォンソ天文表』は、再征服直前のトレドで編纂された『トレド天文表』を改訂したもので、ザルカーリーの理論の影響が色濃い。この理論では古代の精度の悪いデータをも説明するため、太陽と恒星の運動を年々少しずつ変化させる、複雑な構造をしていた。時代を経るにつれ、この長期的な変動の項が数値を悪化させていくことになった。
天文学は当時、占星術や航海術における需要が増えてきていて、精度の要求は厳しくなってきていた。また、天体の位置の計算とは関係はしないが、プトレマイオスの月の理論の問題は長く気にかけられていた。すなわち、複雑な月の運動を説明しようとするあまり、彼の月の理論は過度に複雑であり、その上、距離の変動が明らかに過大であった。
さらに、天文学の精度の改善に拍車をかけたのが、キリスト教でもっとも重要な行事の一つである復活祭の日にちの計算、すなわちコンプトゥスの問題があった。この計算で重要になる春分の日の決定は、当時、プトレマイオスのさらに100年以上前のユリウス暦に基づいてなされており、ロジャー・ベーコンが既に1３世紀に指摘していたように、10日以上のずれを生じていた。この問題を修正して新しい暦を作るため、カトリック教会も天文学に力を入れていた。
コペルニクスが天文学に興味を持ったのも、こういった時代の流れに沿ったものであった。

### コペルニクスの登場

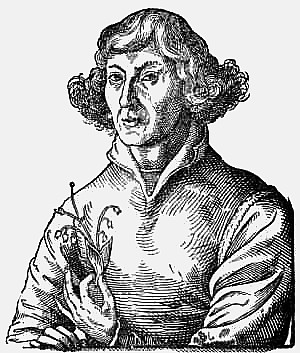
ニコラウス・コペルニクス。16世紀に地動説を唱え、星の軌道計算を行った。

カトリック教会の司祭であったニコラウス・コペルニクスは、この誤差に着目した。彼は地動説を新プラトン主義の太陽信仰として捉えていたと言われ、そのような宗教的理由から、彼にとって正確でない1年の長さが使われ続けることは重大な問題だった。コペルニクスは太陽を中心に置き、地球がその周りを1年かけて公転するものとした。彼は1恒星年、つまり恒星に対して地球が元の場所に戻る日数を365.25671日とした。一方、1回帰年、つまり春分点に戻ってくるまでの時間については、ザルカーリーに由来する理論に影響を受け、毎年少しずつ変動するとした。その平均値は、当時通行していた『アルフォンソ天文表』の数値をほぼ追認している。
コペルニクスは1543年に没する直前、彼の思索をまとめた著書『天体の回転について』を刊行した。これはプトレマイオス『アルマゲスト』を完全に置き換えることを狙い、その構成をなぞって、宇宙の構造、数理的な理論の説明、理論で用いる様々な数値を観測から決める方法、そして具体的な計算への道筋と数表が含まれていた。つまり、『アルマゲスト』を用いて可能なことは、全て地動説の理論を用いてできることを、具体的に提示してみせたのである。コペルニクスが地動説の創始者とされるのは、このように検証を行ったためである。
またこの業績について、ガリレオ・ガリレイから「太陽中心説を復活させた」と評された。

### コペルニクス以降の学説
その後、ローマ教皇グレゴリウス13世によって1582年にグレゴリオ暦が作成される。このとき、コペルニクスの月の運行の理論や算出した1年の値は、改暦の際に参考にされた。（なお、この月の運行理論は、14世紀のシリアの天文学者イブン・シャーティルの理論と、数値の違いをのぞくとほぼ同一である。ここに何らかの影響関係があるのか、それとも独立な発見であるかは、議論が定まっていない。）

## コペルニクスの地動説

### 理論
コペルニクスの地動説は、単に太陽の位置変換しただけのものではない。彼の説では、惑星の見かけの軌道から、惑星の公転半径と地球の公転半径の比率が決まる。地球の公転の運動が、全ての惑星の見かけの運動に含まれているからである。例えば、木星や火星の逆行は地球の公転の効果だが、木星の逆行の幅は小さく、火星の逆行の幅は非常に大きい。これは、木星の軌道の半径が、火星の軌道の半径よりも非常に大きいとすると説明ができる。
一方、プトレマイオスの天動説では、惑星は各々無関係に地球の周りを回るので、見かけの軌道を比べても、二つの惑星の軌道の関係はわからない。ただし、月と太陽に関しては、月食を用いた距離の計測があった。
なお、プトレマイオスの月の軌道半径は現実的な範囲であったが、太陽までの距離の評価は、著しい過小評価だった。コペルニクスもこれらの値を引き継いだが、幸い、月の軌道と彼の求めた惑星の軌道が交錯してしまう事態には至らなかった。その上、コペルニクスも強調しているように、「惑星の周期は宇宙の中心に近いほど短くなる」という規則が、プトレマイオスの体系よりも、厳密に保たれることになった。プトレマイオスの体系によれば、水星と金星の周期は太陽と等しくなってしまう。コペルニクスの『天球回転論』では、体系が破綻せずにこのような整合性を持つことを強調している。
コペルニクスの地動説では、惑星は、太陽の近くにある点を中心とする軌道上を公転する。惑星は太陽から近い順に水星、金星、地球、火星、木星、土星の順である。公転周期の短い惑星は太陽から近くなっている。
ただ、単純な円軌道では各惑星の動きを説明できず、コペルニクスの著書では、周転円や中心から外れた太陽が引き続き用いられた。また、惑星の軌道面は一定に保たれず、傾斜角が一惑星に過ぎない筈の地球の運動と連動して振動した。
これらは、プトレマイオスの理論を変形して理論を作ったためであり、また実際の惑星の運動を説明するためにも必要なことであった。なぜなら、惑星の軌道は円ではなく楕円に近いので単純な円運動一つで説明できるはずはないからである。また、惑星は太陽を含む平面の上を周回しているので、太陽と異なる別の点を通る平面で表現しようとすると、傾斜角を不自然な形で変動させなければならない。
『天体の回転について』は彼の死の直前に出版されたが、コペルニクスが恐れたような批判は起こらなかった。ドミニコ会の間では、地動説の教えを禁止すべきだという提案が早くからあった。『天球の回転について』 の出版から数年後、ジャン・カルヴァンは説教の中で「太陽は動かず、地球が回転し自転している」と述べて「自然の秩序を歪める」人々を非難した。しかし、こういった動きは例外で、この時点では大多数は地動説を、馬鹿げていると考えたかもしれないが、脅威とみなすことはなかった。
本は天文学の専門家たちには読まれ、かなりの関心を持たれた。しかし、ラテン語で書かれた専門性の高い書物であったため、読者の数は限られていた。また、専門家たちも、コペルニクスの理論やデータの様々な利点は認めつつも、太陽中心説の部分については、あまり説得されなかった。『天球回転論』は『アルマゲスト』の構成に倣った理論書で、天体の運動の計算方法を使いやすい形でまとめたものではなく、実際の天文学の計算に用いられるためには、『プロイセン天文表』のような天文表の出現をまたなければいけなかった。
彼の理論は、基本的な構造の部分は、プトレマイオスの理論を変形して得られた部分がほとんどであり、従って同じ定数を用いた場合、ほぼ同じような予測をする。内惑星、特に金星の明るさや満ち欠けについては、後にガリレオが望遠鏡による観測で明らかにするように、天動説とはっきり異なった結果をもたらすが、このことは当時は自覚されなかった。また、数学的な複雑さも、プトレマイオスの理論が複雑な部分では同様に複雑であった。例えば、水星の理論にはプトレマイオスと同様、他の惑星と全く異なった仕組みを用いた。金星の軌道には、本来は地球の運動に関係する要素が紛れ込んでいた。また、惑星の軌道面の振動の理論はプトレマイオスの理論と異なる部分もあったが、基本的な考え方や複雑さは変わらなかった。この部分は数表の計算も間に合わず、一部『アルマゲスト』の表を（理論が若干異なるにもかかわらず）そのまま引き写すなど、コペルニクスの理論でもっとも完成度の低い部分であった。
ただし、コペルニクスの理論は、理論の細かな点に踏み込まない限り、つまり大雑把な概念的な部分においては、プトレマイオスの理論よりも単純で、筋が通っていた。たとえば、「火星、木星、土星が逆行するときはなぜいつも惑星が太陽のちょうど反対側にあるのか」はコペルニクス説ではしっくりと理解ができた。また、プトレマイオス説では、内惑星と外惑星では理論のあり方が違っていた。一方、コペルニクス説では、全ての惑星が太陽の周りを回り、内惑星と外惑星のみかけの違いは、地球の内側を回るか外側を回るかの違いに過ぎなかった。
動く地球というものが基礎的な自然学や常識、おそらく聖書と衝突しており、彼の説が真実だと考えることは困難だった。物体は宇宙のもっとも低い地点である宇宙の中心に自然に落下すると考えられていたが、コペルニクスの説では、地球が太陽の方に落下しない理由はわからなかった。また地球が24時間で一回転するなら非常に高速で動いているはずであるが、動きを感じることはできず、空を飛ぶ鳥が置き去りにされることもなかった。地球が太陽の周りを回るなら星々は視差を示すはずだが、視差は観察されなかった。視差がないということは、地球が動いていないか、恒星が不可解なほど遠くにあるということを示していた。視差がなく、地球が動いていると仮定するならば、恒星はもっとも短く見積もっても2,400億キロメートルの彼方にあることになるが、その遠大な空隙は読者にとって不可解なものであった。

## コペルニクス後の地動説
以上の理由により、コペルニクスの体系を真実と考える人はほとんどいなかったが、そもそも当時の多くの天文学者は、太陽と地球のどちらが宇宙の中心であるかを確実に説明できるとは考えていなかった。また、当時の天文学の最も重要な役割は、惑星や太陽、月の運行を計算することだった。当時は占星術が気象予測や医療において実用的に大きな意味を持っており、そのためには過去・現在・未来の惑星の位置を分単位で計算する必要があった。
しかし、『天球回転論』は『アルマゲスト』と同様に、天文学の基礎を理論と観測に基づいて説く書物であったから、上記のような計算を行うためには、別途天文表、すなわち天文学計算のためのハンドブックが必要であった。
1551年、エラスムス・ラインホルトがコペルニクス説を取り入れた『プロイセン星表』を作成した。しかし、プトレマイオスの天動説よりも周転円の数が多いために計算が煩雑であった。また誤差もわずかにプロイセン星表の方が小さいとはいえ、プトレマイオス説と大して変わらなかった。惑星の位置計算にはそれ以降も天動説に基づいて作られたアルフォンソ星表が並行して使われ続けた。ただし、オーウェン・ギンガリッチは、アルフォンソ星表はこの時代にプロイセン星表に取って代わられたと主張している。
それまで天体の位置の計算は、プトレマイオス説を使用しなければ行えなかった。プトレマイオス説の不備を指摘し、新たな理論を提案したものもいたが、結局、精度においてプトレマイオス説に及ばなかった。しかし、コペルニクス説はそれまでの代替理論とことなって、プトレマイオス説とほぼ同等の精度を達成した。唯一絶対であったプトレマイオス説の地位は大きく揺らいだ。
ティコ・ブラーエは、コペルニクス説の革新性を評価したが、次の三つの理由で太陽中心説を受け入れなかった。まず、重い大地の運動を自然学的に受け入れがたいと感じたこと。次に、聖書の記述に反すると考えたこと。そして、恒星の年周視差が当時は観測できなかったこと。その結果、彼は地球は止まっているとしたが、太陽は5つの惑星を従えて地球の周りを公転するという新たな体系を提案した。この説では、地球を含む天体の相対的な位置は、コペルニクス説と変わらないので、そのメリットの非常に大きな部分を共有できた。例えば、内惑星と外惑星は同じ形式の理論になり、プトレマイオスの理論の不統一感はかなり減る。また、後にガリレオによって報告される金星の満ち欠けも、この説で説明できる。
最初に地動説に賛同した職業天文学者は、コペルニクスの直接の弟子レティクスを除けばヨハネス・ケプラーだった。1597年、『宇宙の神秘』を公刊。コペルニクス説に完全に賛同すると主張してコペルニクスを擁護した。これらに追随する形で、ガリレオ・ガリレイもまた地動説を唱えた。
ガリレオ・ガリレイは、地動説に有利な証拠を多く見つけた。まず実験によって慣性の法則を発見した。これはプトレマイオスらが地動説を否定した根拠である、なぜ空を飛んでいる鳥は地球の自転に取り残されないのか、なぜまっすぐ上に投げ上げた石は地球の自転に取り残されずに元の位置に落ちてくるのかを、合理的に説明するものであった。そして実際の天体観測において、木星の衛星を発見し、地球が動くなら月は取り残されてしまうだろうという地動説への反論を封じた。また、ガリレオは金星の満ち欠けも観測した。これは、地球と金星の距離が変化していることを示すものだった。さらに太陽黒点も観測し、太陽もまた自転していることを示した。ガリレオはこれらを論文で発表した。これらはすべて、地動説に有利な証拠となった。ガリレオは潮の干満も地動説の証拠と思っていたが、のちに潮の干満は月の引力によるものだとして否定された。

## ガリレオ裁判
ジョンズ・ホプキンス大学の科学史教授ローレンス・M・プリンチペは、「ガリレオと教会」は神話と誤解に満ちたエピソードであると指摘している。知的・政治的・個人的問題が絡みあって起きた事件であり、いまだ完全に解明されていないが、「宗教対科学」という単純な構図ではなかったことが分かっている。科学と宗教の関係を単純な対立とする見方は、19世紀になってアンドリュー・ディクソン・ホワイトらによって広められた考え方で、現在は、科学史家の支持者は非常に少ない

。
ガリレオ裁判以前、地球中心説やアリストテレス主義がカトリックの教義であったことはなかった。コペルニクスが地動説を提唱したとき、著書は教皇に献呈され、数名の例外を除くと、教会関係者は反応しなかった。
しかし、地球が運動するか否かは、聖書の解釈と無関係ではなかった。また、ローマ教皇ヨハネ・パウロ2世の1992年の声明によれば、「地球が世界の中心であるという表現が聖書の教えと完全に合致するものとして、当時の文化に広く受け入れられ、聖書の記述は文字通り理解するなら、地球中心説を確証するようにも思われた」。このような状況下にあって、ガリレオは自説を擁護するために性急に聖書解釈に口出しをした。
当時、アリストテレス的な自然学や形而上学は、「哲学は神学の婢」と位置付けたトマス・アクィナスらによって、教義と矛盾のないように調整され、取り入れたれており、論理学は学問の重要な道具とされた。当時の上級の聖職者の多くは、これらに親しんでいた。
ガリレオの支持者と反対者は教会の中と外の両方に存在しており、ガリレオの最初の主要な支持者はイエズス会の天文学者たちであった。宗教裁判所がガリレオに出した地球の運動を撤回するようにという命令は、タイミングの悪さや政治的陰謀、教会の派閥争い、聖書の解釈権、友人だったローマ教皇ウルバヌス8世（マッフェオ・バルベリーニ）とのいさかいなどから起こったと考えられている。聖書の解釈権を有しているのは教会であったが、「動く地球」が聖書の解釈に関わっており、ガリレオは1610年代にこの問題について、自説を擁護するために性急に口出しをしていた。自分の主張を通すために伝統的な解釈を拒否するというやり方は、同時代のプロテスタントに似ていた。ガリレオはウルバヌス8世と、太陽中心説と地球の運動の明らかな証拠が出るまで仮説として扱うという約束をし、『天文対話』を書く許可を得た。しかし、ヴァチカンの許認可官と検閲官の承認を得て本が世に出ると、ウルバヌス8世は、約束した内容は最終ページでわずかに触れられるのみで、しかも道化役を演じた人物から語られていることを知った。三十年戦争に関する外交交渉、政争や批判で疲弊していたウルバヌス8世は侮辱されたと感じて激怒し、宗教裁判所による司法取引の提案を拒み（司法取引が認められれば、ガリレオは軽微な罪とされ自宅に帰されるはずだった）、ガリレオに地球の運動を撤回するように命じ、ガリレオはこれに同意した。しかしウルバヌスの甥を含む枢機卿たち数人は、ガリレオの判決文に署名することを拒否しており、教会の総意でなかったことがわかる。
その後、ガリレオはトスカーナにある自分の別荘に軟禁され、そこで仕事を続け、弟子を教え、もっとも重要な本『新科学論議』を書いた。なお、「ガリレオが投獄された」としたり、異端として糾弾されたとしたとする説があるが、事実ではない。裁判の際にガリレオが「それでも地球は回っている」と呟いたとするエピソードも同様である。
しかし、彼への判決は「異端の強い疑い」という厳しいもので、酌量されたものの、一度は無期刑を宣告された。また、問題となった『天文対話』は禁書に指定され、死後はカトリックとして埋葬されることを許されなかった。

## ガリレオ裁判以降
ガリレオの判決の影響を正確に推し量ることは難しい。ルネ・デカルトなど何人かの自然哲学者は、コペルニクス説への確信を表明しようとしなくなった。デカルトは4年の歳月をかけて書き上げた『世界論』を1634年に出版予定していたが迫害を恐れ断念した。『世界論』の出版は彼の死後14年も経った1664年となった。
カトリックの聖職者はコペルニクス体系を公然と支持できなくなり、ティコ・ブラーエの体系かその変形版を採用した。しかし一方で、天文学を含む科学的探究は、イタリアやほかのカトリック国でも行われ続けていた。ヨハネス・ケプラーは、神聖ローマ帝国皇室付数学官（宮廷付占星術師）という地位であったためか、平然と地動説を唱え続け、著書がローマ教皇庁から禁書に指定されても、それを理由に迫害を受けることはなかった。
コペルニクスの説は、天体は円運動をするという従来の常識に縛られており、プトレマイオスの天動説と同様に周転円を用いて惑星の運動を説明していた。ケプラーはブラーエの観測記録を丹念に研究し、惑星の軌道が楕円と仮定するとより単純かつ正確に軌道を説明できることを発見し、それを元に『ルドルフ表』（ルドルフ星表）を作り、1627年に公刊した。ケプラーの理論は、伝統的な円軌道の理論に較べて計算が著しく困難であったから、『ルドルフ表』により、初めて広く検証にかけられることになった。表の精確さが認知されると、ケプラーの理論は説得力を増すことになった。その結果、伝統的な周転円への執着は徐々に薄らいでいった。
しかし、ケプラーもガリレオも、鳥がなぜ取り残されないのか、地球がなぜ止まらないで動き続けているのか、という疑問にはいまだ正確な答えが出せないままでいた。ガリレオは慣性の法則を発見するも、力学の体系を作り上げることはできず、そこから半世紀ほど経ったアイザック・ニュートンの登場まで待たなければならなかった。ニュートンが慣性を定式化すること、万有引力の法則を発見すること、科学において原因については仮説を立てる必要はないとする新しい方法論を提示することで、地動説はすべての疑問に答え、かつ、惑星の位置の計算によってもその正しさを証明できる学説となった。
また、ガリレオやケプラーの地動説は、宇宙の中心を太陽とするものであったが、ニュートンの万有引力の法則は、惑星が太陽を中心に公転するのは、単に太陽が惑星と比べて質量がきわめて大きいからにすぎないことを示し、太陽が宇宙の中心であるという根拠は存在しないことを証明した。ニュートン以降も太陽が宇宙の中心とする考えに縛られていた研究者も多く、たとえばウィリアム・ハーシェルは、銀河系が円盤状構造であることを発見しながら、太陽がその中心にあると考えたが、次第に太陽も数多くの恒星のひとつにすぎないという認識が広まっていった。年周視差がいまだ観測できないことは、恒星が惑星よりもはるかに遠方にあることを意味し、それでもなお地球まで光が届くことは、恒星が太陽に匹敵あるいは凌駕する規模の天体であることを意味していたからである。ただし、地動説の証明を更に確固たるものとするには、ジェームズ・ブラッドリーの光行差の発見、ベッセルによる年周視差の観測の成功も必要であった。
1992年、ローマ教皇ヨハネ・パウロ2世はガリレオ裁判の誤りを認め、公式に謝罪した。
謝罪と報道されているが、実際にはガリレオに対しての直接の謝罪発言は一切なく、裁判の誤りを婉曲的に表現しただけであった。2008年にローマ教皇ベネディクト16世は「彼の研究は信仰に反していなかった」と地動説を公式に認める発言を行っている。
2008年1月、ベネディクト16世のローマ大学での講演が、学生と研究者たちの激しい抗議運動により中止となった。
彼の枢機卿時代の「ガリレオの時代、ローマカトリック教会はガリレオ自身よりもはるかに理性に忠実であり続けた。ガリレオに対する一連の措置は、理にかなった公正なものだった」という発言が大きな反発を呼んだためであった。
2014年、アメリカ科学振興協会は、アメリカ人の約4人に1人は、いまだ地球が太陽の周りを公転していることを知らないという結果を公表している。

## 太陽中心説とキリスト教
地動説について言及する際には、必ずと言っていいほど、「地動説を唱える者はキリスト教会によって厳しい迫害がなされた」という主張がされる。しかし、ジョンズ・ホプキンス大学シングルトン前近代ヨーロッパ研究所所長、科学史教授、化学教授で、アメリカを代表する科学史家のローレンス・M・プリンチーペは「科学者と宗教家の勇壮な戦い」という構図は、19世紀後半に考案され普及したものであり、21世紀において科学史家の間では否定されていると述べている。このモデルでは、歴史的な状況を正しく理解することはできないと指摘し、近世初期ヨーロッパの自然哲学者は、自然を知ることは神を理解することであると考えており、信仰と科学的探究に矛盾はなかったと述べている。
迫害されたとされる根拠
- 1616年にローマ教皇庁は地動説を禁じた（プリンチペは史実とは異なると述べている[31]）。
- 1633年に時のローマ教皇ウルバヌス8世は、自らガリレオに対する第2回宗教裁判で異端の判決を下した（異端として断罪されたというのは民間伝承であり、実際は異端として断罪されたわけでも投獄されたわけでもなく、この論の根拠は史実とは異なる[31]）。
- 『天体の回転について』は、1616年に1835年までローマ教皇庁から禁書にされた[47]。

太陽中心説が批判された理由とされたもの
- 1539年にマルティン・ルターが、旧約聖書のヨシュア記[48]でのイスラエル人とアモリ人が戦ったときに神が太陽の動きを止めたという奇跡の記述と矛盾すると指摘し、地動説を非難する発言を夕食の場で子残した、という記録が残っている[49]。ただし、この記録の信ぴょう性や意義は疑問視されている。まず、これはルターによる記述ではなく、発言を耳にした者によって記録され、ルターの死後に出版された。発言の細部は曖昧であり、コペルニクスへの言及もなく、時期的にはレティクス『ナラティオ・プリマ』やコペルニクス『天球回転論』の出版の前の発言とされている。また、ルターには非常に多くの著作があるにもかかわらず、それらでは全くこの問題に触れていない。これらのことから、記録の信頼性は高くはなく、またルターはこの問題を重視していなかったと思われる[50][51]。ルター派には、コペルニクス説に好意的な天文学者が多くいたことも指摘されている[52]。

反論
上記のような「科学者」と「宗教家」の闘争というモデルはプリンチペにより否定されている。上記のような説に対しては、以下のような反論がなされた。
- 自説の発表をためらうコペルニクスに発表を急き立てたのは、著名な聖職者たちであり、教皇の私設秘書が教皇クレメンス7世と枢機卿たちの楽しみためにコペルニクス体系の講義を行っている[31]。
- 『天体の回転について』は、1616年、ガリレオ裁判の始まる直前に、禁書リストに挙げられたが、十ヶ所の修正を行うまでという条件付きである[47]。1620年には削除すべきとされた箇所が設けられた[53]。

## 古代中国の地動説
古代中国においても、独特な地動説が存在した。『列子』の「杞憂」の故事の原文には「われらがいる天地も、無限の宇宙空間のなかで見れば、ちっぽけなものにすぎない」（夫天地、空中一細物）とあり、当時すでに宇宙的スケールの中では「天地」でさえ微小な存在だという認識があったことがわかる（ただし、古代中国人は「天地」が実は「地球」であることを知らなかった）。
漢代に流行した「緯書」でも、素朴な地動説が散見される。たとえば『春秋』にこじつけた緯書（『春秋元命包』）には「天は左旋し、地は右動す（天左旋、地右動）」、『尚書』（書経）の緯書（『尚書考靈耀』）に載せる「四遊説」は、大地は毎年、東西南北および上下に動いているという地動説であるが、「大地は常に移動しているのだが、人間は感知できない（原文「地恒動不止、人不知」）。それはちょうど、窓を閉じた大船に乗っている人には、船が動いていることが知覚できないようなものだ」とあわせて説いている点が注目される。この一節は、北宋初期の類書『太平御覧』地部一・地上への引用で残っている。「四遊説」は漢の時代の儒者が天文学説と経学世界を合流させるために作り上げたもので、天文的整合性よりも経学的整合性を追求したものだという。
唐の柳宗元も、こうした中国独特の地動説をふまえて漢詩を詠んでいる（「天対」）。上述のとおり、「地動説」は、西洋の Heliocentrism（太陽中心説。現代中国語では「日心説」）の直訳ではない。古代中国の「地動説」は、Heliocentrism とは異質の宇宙観ではあるものの、「地右動」「地動則見於天象」「地恒動不止」など明確に「地動」を説く、文字通りの地動説であった。
なお、また、唐の類書『北堂書鈔』に残る『春秋運斗樞枢』の逸文「地動けば則ち天象に見（あら）わる（地動則見於天象、四角主災、月蝕則見）」もこの説の表明と見る説もあるが、『北堂書鈔』では天象と地上の現象の関係を説明する占星術の記述として取り上げている。

## 中世イスラム世界の地動説
中世イスラム世界では、アリストテレス・プトレマイオス的な天動説が支配的で、それと完全にことなった宇宙の構造の可能性は、あまり研究されなかった。
ただし、アリストテレス『天体論』のシンプリキオスの注釈を通じてピタゴラス派フィロラオスの地動説は知られてはいた。また、地球の自転に関するプトレマイオスの反論は知られていたし、アブー・ライハーン・アル・ビールーニー（973年 - 1048年）は、その著書『マスウード宝典』にてアーリヤバタ『アーリヤバティーヤ』の地球自転説を紹介しているが、却下している。

## 地動説と日本
日本や中国にヨーロッパの天文学説を伝えたのは、イエズス会の宣教師たちであった。彼らの来訪は16世紀終わりごろからで、ヨーロッパの状況やカトリック教会の立場を反映して、もっぱら天動説に基づいていた。ただし、正しくない説としてではあるけれども、地球自転説は『崇禎暦書』に含まれる『五緯暦指』でも説明されている。
日本においては、戦国時代の終わりごろの、イエズス会の宣教師たちが天動説を中国よりもやや早く伝えている。しかし、慶長11年（1606年）にイエズス会の修道士、イルマン・ハビアンと林羅山が地球論争を行っている。ファビアンは地球球体説を主張したが、林羅山は渾天説（方形の大地が宇宙の中心に浮いているとする説)を主張し、納得しなかった。この後もしばらく、西洋の学説が普及した形跡はない。
本格的に日本に天動説が紹介されるのは、中国を通してであった。
明末清初の游子六『天経或問』『天経或問後集』が17世紀の後半に輸入され、これを通じて宋学で再解釈されたところの、西洋の宇宙構造説が入ってくる。『天経或問』は、徳川吉宗の時代にキリスト教以外の漢訳洋書の禁止が緩められると、出版されて広く読まれた。例えば、同じころに出版された百科事典、寺島良安『和漢三才図会』の記述にも大きな影響を与えている。
また、『和漢三才図会』の地部には、中国古来の「地動説」が紹介されている。『天経或問』には、明末の思想家黄道周の地動説が簡単に紹介され、反論されている。游子六の論駁は、プトレマイオス以来の地動説への反論に似ており、西洋の影響を感じさせる。
徳川家治の時代になると、通詞の本木良永が『和蘭地球図説』と『天地二球用法』の中で日本で最初にコペルニクスの地動説を簡単に紹介した。本格的な紹介は、本木良永の弟子の志筑忠雄の
『暦象新書』においてであって、ケプラーの法則やニュートン力学を紹介した。「地動の説」の語がはじめて現れるのは、『暦象新書』の草稿と考えられる『天文管闚』(天明五年178)の下巻末にある「星学指南評説」においてである。この中で、志筑は中国古来の地動説、特に『爾雅』注疏に述べられた説に言及し、『天経或問』と同様に、宋学的な観点から西洋の学説を論じている。
画家の司馬江漢は『和蘭天説』で地動説などの西洋天文学を紹介し、『和蘭天球図』という星図を作った。旗本の片山松斎（円然）は司馬江漢から地動説のことを教えられ、『天文略名目』など地動説を紹介する書を著している。
ケプラー以降の理論を用いて本格的に天文学の計算をし、暦を作成したのは麻田剛立に始まる麻田派の天文学者たちである。麻田剛立は1763年に、ケプラーの楕円軌道の地動説を用いて日食の日時の予測をした。幕府は西洋天文学に基づいた暦法に改暦するように麻田剛立の弟子の高橋至時や間重富らに命じ、1797年に月や太陽の運行に楕円軌道を採用した寛政暦を完成させた。渋川景佑らが、西洋天文学の成果を取り入れて天保暦を完成させ、1844年に寛政暦から改暦され、明治時代に太陽暦が導入されるまで使われた。
仏教界では、江戸前期に游子六の『天経或問』で天動説が紹介されて須弥山宇宙観が揺らいで以来、文雄、普寂らが須弥山宇宙観擁護を行っていた。地動説紹介後、この擁護は精密さを増す形で展開されてゆき、円通は三角関数表を作成したり、数学者の梅文鼎に言及しながら、仏教的宇宙観・梵暦擁護の書『仏国暦象編』を著した。ここで西洋の暦もインド起源であることも主張した。

## 地動説のもたらしたもの
地動説は単なる惑星の軌道計算上の問題のみならず、世の哲学者、科学者らに大きな影響を与えた。地動説の生まれた時代を科学革命の時代ともいうのは、それほどまでに科学全体に与えた、そして、科学が人間の生活に影響を与え始めた時代であることをも反映している。
“常識をひっくり返す（証明されている）新説” を「コペルニクス的転回」などと呼ぶのは、その名残である。また革命（Revolution）なる言葉も、元はこの科学革命を指す言葉であり、のちに政治用語にも転用されたのである。